# Comisión Delegada de Venezuela
La Comisión Delegada de la Asamblea Nacional es el organismo especial del Poder Legislativo Federal de Venezuela que se encarga de las tareas correspondientes de la Asamblea Nacional cuando esta se encuentra en receso. Esto ocurre dos veces al año al terminarse el periodo legislativo.
El primer periodo de receso de la Asamblea Nacional comienza el 15 de agosto y termina el 15 de septiembre, el segundo comienza el 15 de diciembre y termina el 5 de enero del año siguiente, cuando se instala de nuevo el periodo de sesiones legislativas.
La Comisión Delegada tiene su base en los artículos 195 y 196 de la Constitución de la República y en el Reglamento del Interior y de Debates de la Asamblea Nacional.
En la actualidad existe una disputa de legitimidad entre la IV Legislatura (2016-2021) declarada en una polémica continuidad constitucional y la V Legislatura (2021-2026) elegida en unas elecciones donde no participó el grueso de la oposición bajo denuncias de fraude

## Funciones
- Convocar la Asamblea Nacional a sesiones extraordinarias, cuando así lo exija la importancia de algún asunto.
- Autorizar al Presidente de la República para salir del territorio nacional.
- Autorizar al Ejecutivo Nacional para decretar créditos adicionales.
- Designar Comisiones temporales integrados por miembros de la Asamblea.
- Ejercer las funciones de investigación atribuidas a la Asamblea.
- Autorizar al Ejecutivo Nacional por voto favorable de las dos terceras partes de sus integrantes para crear, modificar o suspender servicios públicos en caso de urgencia comprobada.
- Las demás que establezca la Constitución y la ley.

## Composición y organización
La Comisión Permanente está compuesta de 33 diputados, debe estar integrada por el presidente de la asamblea, los vicepresidentes y los presidentes de las comisiones permanentes, más el secretario y el subsecretario de la Asamblea Nacional. Esta se reunirá una vez por semana o cuantas veces se requiera según la decisión del Presidente de la Asamblea Nacional o Comisión Delegada.

## Junta Directiva

### IV Legislatura
Periodo Legislativo 2021-2022. Continuidad Administrativa
| Cargo                  | Nombre                          |
| Presidente             | Juan Guaidó (Indep.-MUD)        |
| Primer Vicepresidente  | Juan Pablo Guanipa (PJ-MUD)     |
| Segundo Vicepresidente | Carlos Berrizbeitia (PROVE-MUD) |
| Secretario             | Wilfredo Febres Peñalver        |
| Subsecretario          | Vacante                         |

### V Legislatura
Periodo Legislativo 2021-2022
| Cargo                  | Nombre                           |
| Presidente             | Jorge Rodríguez Gómez (PSUV-GPP) |
| Primer Vicepresidente  | Iris Varela (PSUV-GPP)           |
| Segundo Vicepresidente | Didalco Bolívar (PODEMOS-GPP)    |
| Secretario             | Rosalba Gil Pacheco              |
| Subsecretario          | Inti Inojosa                     |

## Miembros

### IV Legislatura
Periodo Legislativo 2021-2022. Continuidad Administrativa
| N.º | Comisión                                                               | Presidente                    | Vicepresidente            |
| --- | ---------------------------------------------------------------------- | ----------------------------- | ------------------------- |
| 1   | Comisión Permanente de Política Interior                               | Edgar Zambrano (AD)           | Luis Stefanelli (VP)      |
| 2   | Comisión Permanente de Política Exterior, Soberanía e Integración      | Olivia Lozano (VP)            |                           |
| 3   | Comisión Permanente de Contraloría                                     | Macario González (VP)         |                           |
| 4   | Comisión Permanente de Finanzas y Desarrollo Económico                 | Carlos Paparoni (PJ)          | Luis Silva (AD)           |
| 5   | Comisión Permanente de Energía y Petróleo                              | Elías Matta (UNT)             | Tobías Bolívar (AD)       |
| 6   | Comisión Permanente de Defensa y Seguridad                             | Eliezer Sirit (AD)            |                           |
| 7   | Comisión Permanente de Desarrollo Social Integral                      | José Antonio Mendoza (PJ)     |                           |
| 8   | Comisión Permanente de Cultura y Recreación                            | Alexis Paparoni (UNT)         |                           |
| 9   | Comisión Permanente de Ambiente, Recursos Naturales y Cambio Climático | María Gabriela Hernández (PJ) | Orlando Ávila (UNT)       |
| 10  | Comisión Permanente de Pueblos Indígenas                               | Romel Guzamana (VP)           | Julio Ygarza (UNT)        |
| 11  | Comisión Permanente de Medios de Comunicación                          | Jony Rahal (PJ)               |                           |
| 12  | Comisión Permanente de Ciencia, Tecnología e Innovación                | Dinorah Figuera (PJ)          | Marianela Fernández (UNT) |
| 13  | Comisión Permanente de Cultos y Régimen Penitenciario                  | William Dávila (AD)           |                           |
| 14  | Comisión Permanente de la Familia                                      | Romny Flores (AD)             |                           |
| 15  | Comisión Permanente de Administración y Servicios                      | Luis Florido (UNT)            |                           |

### Legislatura V
Periodo Legislativo 2021-2022
| N.º | Comisión                                                               | Presidente                      | Primer Vicepresidente   | Segundo Vicepresidente       |
| --- | ---------------------------------------------------------------------- | ------------------------------- | ----------------------- | ---------------------------- |
| 1   | Comisión Permanente de Política Interior                               | Pedro Carreño (PSUV)            | Rosa León (PSUV)        | Fidel Vásquez (PSUV)         |
| 2   | Comisión Permanente de Política Exterior, Soberanía e Integración      | Timoteo Zambrano (CMC)          | Ilenia Medina (PPT)     | Roy Daza (PSUV)              |
| 3   | Comisión Permanente de Contraloría                                     | Alexis Rodríguez Cabello (PSUV) | José Brito (PV)         | Mario Silva (PSUV)           |
| 4   | Comisión Permanente de Finanzas y Desarrollo Económico                 | Jesús Faría Tortosa (PSUV)      | Orlando Camacho (PSUV)  | Nicolás Maduro Guerra (PSUV) |
| 5   | Comisión Permanente de Energía y Petróleo                              | Ángel Rodríguez (PSUV)          | Rodolfo Sanz (PSUV)     | Óscar Ronderos (AD)          |
| 6   | Comisión Permanente de Defensa y Seguridad                             | Jesús Suárez Chourio (PSUV)     | Gloria Castillo (PSUV)  | Gerardo Márquez (PSUV)       |
| 7   | Comisión Permanente de Desarrollo Social Integral                      | Pedro Infante (PSUV)            | Diva Guzmán (PSUV)      | Anyelith Tamayo (AD)         |
| 8   | Comisión Permanente de Cultura y Recreación                            | Earle Herrera (PSUV)            | Sol Musset (PSUV)       | Javier Segovia (El Cambio)   |
| 9   | Comisión Permanente de Ambiente, Recursos Naturales y Cambio Climático | Ricardo Molina (PSUV)           | Luis Parra (PV)         | Nancy Ascencio (PSUV)        |
| 10  | Comisión Permanente de Pueblos Indígenas                               | Aloha Núñez (PSUV)              | Nicia Maldonado (PSUV)  | Nixon Maniglia (AD)          |
| 11  | Comisión Permanente de Medios de Comunicación                          | Juan Carlos Alemán (PSUV)       | Tania Díaz (PSUV)       | María Carolina Chávez (PSUV) |
| 12  | Comisión Permanente de Ciencia, Tecnología e Innovación                | Ricardo Sánchez (APC)           | José Villarroel (PSUV)  | Rubén Limas (AD)             |
| 13  | Comisión Permanente de la Familia                                      | Asia Villegas (PSUV)            | Gladys Requena (PSUV)   | Alfonso Campos (El Cambio)   |
| 14  | Comisión Permanente de Administración y Servicios                      | Willian Gil (PSUV)              | Carolina Cestari (PSUV) | Luis Eduardo Martínez (AD)   |
| 15  | Comisión Permanente de Comunas                                         | Luis José Marcano (PSUV)        | Blanca Eekhout (PSUV)   | Ángel Ocanto (AP)            |